# Beziehungen zwischen dem Heiligen Stuhl und Liechtenstein
Der Heilige Stuhl und das Fürstentum Liechtenstein unterhalten diplomatische Beziehungen.

## Geschichte
Nach dem Ergebnis der Volkszählung im Jahr 2015 waren 27'576 von 37'622 Einwohnern (73 %) des Fürstentums katholisch.
Nachdem am 2. Dezember 1997 Papst Johannes Paul II. mit der Apostolischen Konstitution «Ad satius consulendum» das Erzbistum Vaduz errichtet hatte, um den umstrittenen Bischof Wolfgang Haas aus dem Bistum Chur, zu dem das bisherige Dekanat Liechtenstein gehört hatte, dorthin zu befördern, ist der Erzbischof von Vaduz für das ganze Fürstentum zuständig.
Die Schaffung des Erzbistums Vaduz wurde Anfangs zu einem Belastungspunkt für das religiöse und politische Leben in Liechtenstein – nicht zuletzt auch weil diese ohne vorherige Konsultierung der Regierung und des Landtags durchgeführt worden war. Dies zog auch eine Diskussion über die Trennung von Kirche und Staat nach sich.

## Diplomatie
Der erste Versuch der Errichtung einer diplomatischen Vertretung Liechtensteins beim Heiligen Stuhl, der 1927 von der Volkspartei gemacht wurde, scheiterte an Bedenken des Fürstenhauses hinsichtlich möglicher negativer Auswirkungen auf die Beziehungen mit der Schweiz und der Tschechoslowakei. Erst am 8. Januar 1986 ernannte Liechtenstein Prinz Nikolaus von Liechtenstein zum nicht residierenden bevollmächtigten Botschafter und nahm damit diplomatische Beziehungen auf. Seit 1987 ist der Apostolische Nuntius in der Schweiz auch für Liechtenstein zuständig.

## Einreisebestimmungen
Bürger Liechtensteins können wie alle Mitglieder des Schengen-Raums visafrei in die Vatikanstadt einreisen.
Einwohner des Vatikans können für maximal 90 Tage innerhalb einer 180-Tage-Periode visafrei nach Liechtenstein einreisen.